# 毛果悬钩子
毛果悬钩子（学名：Rubus ptilocarpus）为蔷薇科悬钩子属的植物，为中国的特有植物。分布于中国大陆的四川、云南等地，生长于海拔2,300米至4,100米的地区，一般生长在山地阴坡沟谷、林内以及草丛中，目前尚未由人工引种栽培。

## 异名
- Rubus ptilocarpus Yu et L. T. Lu var. degensis Yu et L. T. Lu